# アンドレイ・ガヴリーロフ
アンドレイ・ヴラジーミロヴィチ・ガヴリーロフ（Andrei Gavrilov; ロシア語: Андре́й Влади́мирович Гаври́лов, 1955年9月21日 モスクワ - ）はロシアのピアニスト。

## 経歴
幼いころからゲンリフ・ネイガウスの門人であった母親からピアノの手ほどきを受ける。1961年にモスクワの中央音楽学校でアレクサンドル・ゴリデンヴェイゼルの学生であったタチアナ・エフゲニエヴナ・ケストネルについて学ぶ。モスクワ音楽院ではレフ・ナウモフに師事し、ピアノの学習を続ける。1974年、19歳でチャイコフスキー国際コンクールで優勝。同年、ザルツブルク音楽祭でスヴャトスラフ・リヒテルの代理を務めた。
J.S.バッハやショパン、リスト、ラフマニノフ、
ラヴェル、プロコフィエフを得意としており、中でも《ラ・カンパネッラ》や《イスラメイ》のようなヴィルトゥオーソ向けのショウピースを得意としている。
2001年以降は家族とともにスイスのルツェルンに移住している。

## 家族
- 父：ヴラディミール・ニコラエヴィチ・ガヴリーロフ　－画家。